# Stone County (Mississippi)
Stone County is een county in de Amerikaanse staat Mississippi.
De county heeft een landoppervlakte van 1.154 km² en telt 13.622 inwoners (volkstelling 2000). De hoofdplaats is Wiggins.

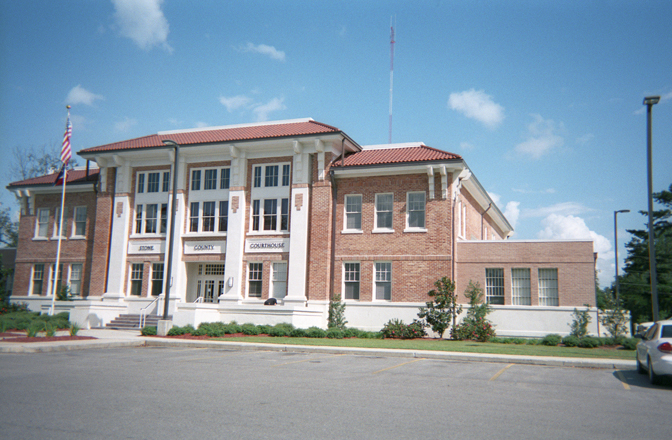
Stone County Courthouse